# Březová (Karlovy Vary)
Březová (Karlovy Vary) é uma comuna checa localizada na região de Karlovy Vary, distrito de Karlovy Vary‎.